# Anoxia orientalis
|                                                                     |                                                                        |
| Abb. 1: Weibchen                                                    | Abb. 2: Männchen                                                       |
|                                                                     |                                                                        |
| Abb. 3: Vorderansicht                                               | Abb. 4: Unterseite                                                     |
|                                                                     |                                                                        |
| Abb. 5: Behaarung Ausschnitt Flügeldecke                            | Abb. 6: Pygidium Männchen mit Spitze des Aedeagus                      |
|                                                                     |                                                                        |
| Abb. 7: Klauenglied, mit Klauen und Onychium (Vorderbein von innen) | Abb. 8: Tibia Vorderbein A:Männchen (von oben) B: Weibchen (von unten) |

Anoxia orientalis  ist ein Käfer aus der Unterfamilie Melolonthinae, innerhalb der Familie der Blatthornkäfer (Scarabaeidae). Der Käfer sieht auf den ersten Blick wie ein plumper Maikäfer aus. Es handelt sich um eine pontisch-ostmediterrane Art, die bis in die Gegend von Budapest vorkommt. Die Gattung Anoxia ist in Europa mit drei Untergattungen vertreten, Anoxia orientalis gehört mit zwei weiteren europäischen Arten zur Untergattung Protanoxia.
Der Gattungsname Anoxia ist von altgriechisch α „a“ für die Verneinung und ὀξύ „oxý“ für „spitz“ abgeleitet, weil im Unterschied zum Maikäfer die Vorderschienen der Männchen keine Enddornen tragen. Der Artname orientālis (lat.) bedeutet „im Osten (Orient) vorkommend“.

## Merkmale des Käfers
Der walzenförmige Körper des Käfers erreicht eine Länge von 23 – 32 Millimeter. Die Flügeldecken sind kastanienbraun, der Kopf braunschwarz, der Halsschild meist rotbraun. Die Flügeldecken haben mehr oder weniger verwaschene weiße Flecken und Streifen, die durch die Behaarung hervorgerufen werden. Der Hinterleib ist seitlich kurz und dicht weißlich behaart (Abb. 1 und 2), am Brustabschnitt ist die Behaarung seitlich und unten lang und gelblich (Abb. 1 und 4).
Der dunkle Kopf erscheint durch die Behaarung heller. Er ist vorgestreckt. In der Aufsicht werden die Mundwerkzeuge vom Kopfschild verdeckt. Die kleine Oberlippe ist tief zweilappig. Der Oberkiefer endet zweizähnig, die Schneide ist tief ausgerandet, die Mahlfläche quer gefaltet. Das Endglied der Kiefertaster ist länglich eiförmig, zugespitzt und nach außen der Länge nach eingedrückt. Der Lippentaster ist kurz, das Endglied eiförmig zugespitzt. Der etwa rechteckige Kopfschild ist an Vorder- und Seitenrand nach oben umgebogen. Das dritte Glied der zehngliedrigen Fühler ist stark verlängert. Die Fühler enden beim Männchen in einem fünfblättrigen länglich schmalen Fächer  (Abb. 3), der so lang ist wie das dritte bis fünfte Fühlerglied. Beim Weibchen ist der Fächer vierblättrig, klein und eirund. Die Augen sind wie häufig bei Dämmerungstieren groß.
Der Halsschild ist in der Mitte grob und flach punktiert, zu den Seiten wird die Punktierung feiner. Er ist mit kurzen fahlgelben Härchen bedeckt, die in der Mittellinie dichter stehen. Seitlich befinden sich zwei kahle glänzende Flecke, die auch miteinander verschmelzen können.
Die Flügeldecken verlaufen an den Seiten annähernd parallel, hinten sind sie gemeinsam verrundet. Sie sind kurz anliegend mit zwei verschiedenen Sorten von kurzen Borsten behaart (Abb. 6). Dicht stehende hellweiße schuppenartige Borsten bilden ungleichmäßige Flecke, zwischen diesen stehen weniger dicht schmalere schmutzig weiße Borsten. Das Schildchen ist seitlich dicht weiß behaart, längs der Mitte verläuft ein relativ kahler Streifen.
Die Vorderbeine sind nur beim Weibchen als Grabbeine ausgebildet (Abb. 1 und 8b). Bei diesem sind die Vorderschienen breit und sie tragen auf der Innenseite einen Sporn, auf der Außenseite drei Zähne. Beim Männchen (Abb. 2 und 8a) sind sie dünn mit nur einem Zahn am Ende der Außenseite und der Sporn auf der Innenseite fehlt. Mittel- und Hinterschienen sind in beiden Geschlechtern mit zwei einander genäherten Enddornen bewehrt, die hinteren Schienen sind lang bewimpert. Die Tarsen sind alle fünfgliedrig. Die kräftigen und stark gekrümmten Krallen tragen an der Basis je einen auffälligen hakenförmigen Zahn; mittig unter dem Krallenpaar entspringt ein Anhang, an dessen Ende zwei langen Borsten eine Gabel bilden (Abb. 7). Das Pygidium endet nicht ausgeschnitten, sondern breit abgerundet (Abb. 6).

## Larve
Die Larve ist ein „Engerling“. Die Breite der Kopfkapsel beträgt im ersten Larvenstadium 2,6 Millimeter, im zweiten 4,8 Millimeter. Im dritten und letzten Larvenstadium ist die Kopfkapsel 7,8 Millimeter breit, die Larve zwischen 35 und 40 Millimeter lang.

## Biologie
Die Art ist an Sandgebiete gebunden. Er kommt aber sowohl auf offenen Flächen als auch in lichten Wäldern vor. Der Käfer erscheint ab Mitte Juni. Er schwärmt abends und führt an verschiedenen Laubbäumen einen Reifungsfraß durch. Tagsüber verkriecht er sich wieder im Boden. Nur wenn er noch durch die Paarung oder aus anderen Gründen geschwächt ist, verbringt er den Tag weitgehend regungslos an der Nahrungspflanze. Da sich auch forstliche und landwirtschaftliche Nutzpflanzen (Pappel, Nussbaum und andere) unter den potentiellen Nahrungspflanzen befinden, können die Imagines auch beschränkt schädlich werden. Etwa eine Woche nach der Paarung werden die Eier einzeln abgelegt. Nach der Eiablage verschwinden die Käfer.
Die Larve schlüpft erst im kommenden Jahr, die  Häutungen zu den folgenden Larvenstadium findet jeweils ein Jahr später im Sommer statt. Die Larve des dritten Stadiums überwintert und verpuppt sich im folgenden Jahr. Die Imagines erscheinen ein bis zwei Monate später.
Die Larve frisst verschiedenste Wurzeln im Boden und wird dabei sowohl in forstlichen Pflanzungen, als auch in Weinbergen, Beerenkulturen oder Obstplantagen schädlich. Für die Entwicklung benötigt sie vier Jahre, in wärmeren Ländern kann die Entwicklung auch in drei Jahren abgeschlossen werden.

## Verbreitung
Das Verbreitungsgebiet der südosteuropäischen Art ist in Europa auf Italien, Österreich, Ungarn, Bulgarien, Serbien, Bosnien-Herzegowina, Montenegro, Kroatien, Mazedonien, Rumänien, Griechenland und die Türkei beschränkt. Außerhalb Europas ist der Käfer noch in Teilen Kleinasiens zu finden.